# Othresypna albistigma
Othresypna albistigma là một loài bướm đêm trong họ Noctuidae.